# Kwartalnik Historyczny
Kwartalnik Historyczny (скорочено пол. KH, укр. Історичний квартальник) — польський науковий історичний журнал. Найстаріший з подібних у Польщі. Заснований у Львові 1887 року Ксаверієм Ліске як орган Історичного товариства. Виходив щокварталу польською мовою 1887—1914 та 1920—1939 і був друкованим органом Історичного товариства, від 1925 — Польського історичного товариства, від 1953 — Інституту історії Польської АН (з 1950 друкували у Варшаві). 53-й річник вийшов 1945 у Кракові. 1948—2007 видано 60 щорічників.
Станом на 2021 рік редакція видання розташовується у Варшаві. Чотири щорічних випуски журналу охоплюють понад 900 сторінок тексту. Від 2017 року видається також англомовна версія, один номер (випуск) впродовж року. Розповсюджується також електронна версія.

## Історія
Журнал заснований 1887 року Ксаверієм Ліске, який і став першим редактором; секретарем редакційного комітету був історик Людвік Фінкель. Довкола видання гуртувалися переважно польські львівські історики. 
В 1929 – 1933 видавався  з додатком «Wiadomości Historyczne», а у 1933 – 1938 — «Wiadomości Historyczno-Dydaktyczne».
Основні рубрики: «Дослідження і статті», «Дискусії і полеміка», «Матеріали», «Рецензії», «Вступні статті», «Хроніка», «Листи до редакції», «Некрологи», «Бібліографія іноземних праць». Висвітлював проблеми польської та української історії, друкував джерельні матеріали, полеміки, рецензії, бібліографічні публікації, некрологи, звіти із засідань товариств; уміщував матеріали, присвячені історії Польщі (зокрема її південно-східних регіонів), історії польської мови, всесвітній історії, теоретико-методологічним дослідженням, а також розвідки й огляди з давньої української історії, релігійних взаємин, соціально-економічних і правових відносин поляків та українців, історії козацтва, Коліївщини, культури і мистецтва, краєзнавчих студій.
Серед авторів були відомі історики Ш. Ашкеназі, Є. Барвінський, А. Віняж, О. Галецький, К. Гартлеб, Р. Гродецький, С. Кот, М. Модельський, А. Прохаска, В. Токаж, М. Шорр, А. Шельонговський та ін. Із часописом співпрацювали М. Андрусяк, О. Барвінський, О. Колесса, М. Кордуба, К. Студинський, С. Томашівський та ін. дослідники історії України.
Редакторами, журналу за час його існування, окрім К. Ліске, були: О. Бальцер, А. Семкович, Ф. Папе, С. Закшевський, Л. Фінкель, Т. Е. Модельський, Ян Домбровський, Р. Гродецький, Г. Мосцицький (H. Mościcki), С. Арнольд, Б. Леснодорський, Т. Єндрущак, Я. Міхальський, В. Крігзайзен (Kriegseisen), Від 2010 року головним редактором довгий час був Р. Міхаловський, станом на 2023 рік —  Dorota Dukwicz. До редакційного комітету сучасного Квартальника Історичного входять історики з Австрії, Німеччини, Великої Британії, Угорщини, Японії, Польщі, Росії та України. Усі статті розглядаються двома незалежними рецензентами, а також членами Редакційної ради.